# Celia Viada Caso
Celia Viada Caso (Madrid, 1991) es una fotógrafa, directora de cine y artista visual española.

## Biografía
Celia Viada Caso nació en Madrid pero vinculada familiarmente Asturias. Es hija de la periodista y escritora Ángeles Caso y nieta de José Manuel Caso González, rector de la Universidad de Oviedo.
Se graduó en Antropología y Comunicación Audiovisual por la Universidad de Goldsmiths de Londres en 2015 y Máster de Documental de Creación en la UPF de Barcelona.

### La historia silenciada de las mujeres
Comenzó realizando cortometrajes de ficción y piezas experimentales de videoarte antes de enfocarse an la creación documental y la escritura. En su búsqueda de la historia silenciada de las mujeres y la Guerra Civil, encontró en Corao la historia de Benjamina Miyar, la cual le resultó especialmente familiar. Benjamina fue la protagonista de su primer largometraje, La calle del agua. En el documental intenta dialogar con Benjamina, una pionera de la fotografía asturiana que sufrió la represión franquista. La calle del agua se estrenó en el FICX58 ha sido presentado en varios festivales, entre ellos en 2021 en la Seminci.

## Filmografía
- La calle del agua 2020
- Un verano sin pájaros 2021

## Premios y reconocimientos
- Premio OpenEcam Work-in-progress en el FICX 2019

Por La calle del agua
En el FICX58
- Premio FIPRESCI a la mejor dirección
- Premio RTPA al mejor largometraje asturiano
- Premio Alma al mejor guion de película española
- Premio DCP Deluxe
- Premio del Público
- Premio del público de la competición Tierres en trance a la distribución
- Premio Europa Joven

Por Un verano sin pájaros
- Premio Jóvenes realizadores contra la violencia de género en el FICX59[7]